# Синопский кодекс
Сино́пский ко́декс (лат. Codex Sinopensis; условное обозначение: O или 023) — унциальный манускрипт VI века на греческом языке, содержащий фрагменты текста Евангелия от Матфея (в основном главы 13 — 24), на 44-х пергаментных листах (30 x 25 см). Название рукописи происходит от города, в котором рукопись была найдена.

## Особенности рукописи
Синопский кодекс написан серебряными чернилами на пурпурном пергаменте. Сокращения для слов «Бог» и «Иисус» (nomina sacra) выделены золотыми буквами. Текст на листе расположен в одной колонке, 15 строк в колонке.
Синопский кодекс, вместе с Россанским кодексом (Σ), Бератским кодексом (Φ) и Петербургским Пурпурным кодексом (N), принадлежит к группе пурпурных унциальных рукописей Нового Завета.
Греческий текст рукописи отражает византийский тип текста, отнесен к V категории Аланда.

## История
Рукопись была куплена французским офицером капитаном Ж. де ла Тайлем, возвращавшимся из поездки по Кавказу, у пожилой жительницы греческого квартала Синопа в декабре 1899 года. Приехав в Орлеан, де ла Тайль продал рукопись книжному торговцу, у которого её приобрёл французский филолог и историк, сотрудник Национальной библиотеки А. Омон. Омон частично опубликовал рукопись в «Journal des savants» в 1900 году и в более полном варианте в «Notices et extraits des manuscrits de la Bibliothèque nationale…» в 1901 году.
В настоящее время 43 (то есть все, кроме одного) листа хранятся в Париже в Национальной библиотеке Франции, MS. Gr. 1286.